# Huáscar Ynoa
Huascar José Ynoa (Puerto Plata, 28 de mayo de 1998) es un lanzador dominicano de béisbol profesional que pertenece a los Atlanta Braves de las Grandes Ligas de Béisbol (MLB). Hizo su debut en la MLB en 2019.

## Carrera

### Mellizos de Minnesota
Ynoa firmó con los Mellizos de Minnesota como agente libre internacional en julio de 2014. Durante su tiempo en la organización de los Mellizos, jugó para los DSL Twins en 2015, los GCL Twins en 2016 y los Elizabethton Twins en 2017.

### Atlanta Braves
El 24 de julio de 2017, los Mellizos cambiaron a Ynoa a los Atlanta Braves a cambio de Jaime García y Anthony Recker. Fue asignado a los Bravos de Danville por el resto de la temporada 2017. [cita requerida] Dividió la temporada 2018 entre los Bravos de Roma y los Ranas de Fuego de Florida. Los Bravos lo agregaron a su roster de 40 jugadores después de la temporada 2018.
Ynoa abrió la temporada 2019 jugando para los Fire Frogs, y fue promovido a los Mississippi Braves y los Gwinnett Braves. Los Bravos lo promovieron a las Grandes Ligas el 15 de junio de 2019. Ynoa hizo su debut en grandes ligas al día siguiente, contra los Filis de Filadelfia. En las ligas menores en 2019 tuvo marca de 4-8 con un promedio de carreras limpias (ERA) de 5.09 con 110 ponches en 97 1⁄3 entradas. Lanzó tres entradas en las Grandes Ligas en 2019. En 2020, Ynoa se fue de 0-0 con una efectividad de 5.82, en 21 2⁄3 entradas en nueve juegos que incluyeron cinco aperturas.
El 29 de abril de 2021, Ynoa conectó su primer jonrón de su carrera frente al abridor de los Cachorros de Chicago Kyle Hendricks. En su siguiente apertura el 4 de mayo, conectó su primer grand slam de su carrera frente al relevista de los Nacionales de Washington Tanner Rainey. El 17 de mayo de 2021, Ynoa fue puesto en la lista de lesionados de 10 días debido a una fractura en la mano derecha. En su apertura anterior, permitió 5 carreras en 4.1 entradas contra los Cerveceros de Milwaukee, y sufrió la lesión cuando golpeó una banca por frustración.

## Vida personal
El hermano de Huáscar, Michael Ynoa también es lanzador y ha jugado en las Grandes Ligas.